# 瑞姆辛二世
瑞姆辛二世（约公元前1741年—约公元前1736年在位）（英語：Rim-Sin II）拉尔萨国王。他在巴比伦国王汉谟拉比占领拉尔萨并破坏了其防御要塞后，进行统治。